# Orpecacantha
Orpecacantha is een geslacht van vlinders van de familie dominomotten (Autostichidae), uit de onderfamilie Symmocinae.

## Soorten
- O. aphrodite (Gozmany, 1986)
- O. burmanni (Gozmany, 1962)